# Luis Federico Leloir
Luis Federico Leloir (París, 6 de septiembre de 1906-Buenos Aires, 2 de diciembre de 1987) fue un médico, bioquímico y farmacéutico argentino que recibió el Premio Nobel de Química en 1970 por sus investigaciones sobre los nucleótidos de azúcar, y el rol que cumplen en la fabricación de los hidratos de carbono. Tras su hallazgo, se lograron entender de forma acabada los pormenores de la enfermedad congénita galactosemia. Formó parte del equipo de investigaciones de Bernardo Houssay.

## Biografía

### Infancia y adolescencia
Sus padres viajaron desde Buenos Aires hacia París (su madre en avanzado estado de embarazo) a mediados de 1906 debido a la enfermedad que aquejaba a Federico Leloir (padre) y por la cual debía ser operado en un centro médico francés. El 6 de septiembre nació Luis Federico Leloir en una vieja casa en la avenida Victor-Hugo 81 de la capital francesa y su padre moriría siendo él muy pequeño.
De regreso a su país de origen en 1908, Leloir vivió junto a sus ocho hermanos en las extensas tierras pampeanas que sus antepasados habían comprado tras su inmigración desde España, 40 000 hectáreas llamadas El Tuyú, que comprendían la costa marítima desde San Clemente del Tuyú hasta Mar de Ajó.
Con apenas cuatro años, Leloir aprendió a leer solo, ayudado por los diarios que compraban sus familiares para permanecer al tanto de los temas agropecuarios. Durante sus primeros años, se dedicaba a observar todos los fenómenos naturales con particular interés, y sus lecturas siempre apuntaban a temas relacionados con las ciencias naturales y biológicas.
Sus estudios iniciales se repartieron entre la Escuela General San Martín, donde dio libre el primer año, el Colegio Lacordaire, el Colegio del Salvador y el Beaumont College (este último en Inglaterra). Sus notas no se destacaban ni por buenas ni por malas. Su primera incursión universitaria terminó rápidamente cuando abandonó los estudios de arquitectura que había comenzado en el Instituto Politécnico de París.
Se le atribuye la creación de la salsa golf en 1925, cuando experimentó mezclar cantidades iguales de mayonesa y ketchup, junto con un poco de coñac y salsa Tabasco. Bautizó el aderezo en honor al Mar del Plata Golf Club, lugar donde logró la combinación durante un almuerzo con amigos donde se sirvieron mariscos. La salsa se considera un acompañamiento para gambas y es de consumo recurrente en Argentina.

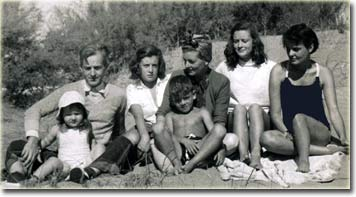
Retrato familiar en la costa argentina, 1951.

### Carrera profesional
De nuevo en Buenos Aires, ingresó a la Facultad de Medicina de la Universidad de Buenos Aires para doctorarse en dicha profesión. Sus comienzos fueron difíciles, tanto que tuvo que rendir cuatro veces el examen de anatomía, pero en 1932 consiguió diplomarse e inició su actividad como residente en el Hospital de Clínicas José de San Martín y como médico interno del Hospital Ramos Mejía. Tras algunos conflictos internos y complicaciones en cuanto al trato que debía tener con sus pacientes, Leloir decidió dedicarse a la investigación de laboratorio.
En 1933 conoció a Bernardo Houssay, quien dirigió su tesis doctoral acerca de las glándulas suprarrenales y el metabolismo de los hidratos de carbono. El encuentro fue casual, ya que Luis Leloir vivía a solo media cuadra de la casa de su prima, la escritora y editora Victoria Ocampo, quien era cuñada del gastroenterólogo Carlos Bonorino Udaondo, un médico y amigo de Houssay.
Su tesis, completada en solo dos años, recibió el premio de la facultad al mejor trabajo doctoral. Junto a su maestro descubrió que su formación en ciencias tales como física, matemática, química y biología era escasa, por lo que comenzó a asistir a clases de dichas especialidades en la Facultad de Ciencias Exactas y Naturales de la Universidad de Buenos Aires como alumno oyente.
En 1936 viajó hacia Inglaterra para dar comienzo a sus estudios avanzados en la Universidad de Cambridge, bajo la supervisión de Frederick Gowland Hopkins, quien había obtenido un premio Nobel en 1929 por sus estudios en fisiología y medicina tras descubrir que ciertas sustancias hoy conocidas como vitaminas, eran fundamentales para mantener la buena salud. Sus estudios en el Laboratorio Bioquímico de Cambridge se centraron en la enzimología, específicamente en el efecto del cianuro y pirofosfato sobre la succínico deshidrogenasa. A partir de este momento, Leloir se especializó en el metabolismo de los carbohidratos.
Hacia 1943 Leloir dejó el cargo de investigador que tenía en la Universidad de Buenos Aires, en solidaridad con su mentor Bernardo Houssay, quien había sido expulsado de la Facultad de Medicina de esa universidad por firmar una carta pública en oposición al régimen nazi de Alemania, en tiempos en que Pedro Pablo Ramírez era presidente de facto de Argentina y Edelmiro Julián Farrell su ministro de guerra. El destino de Leloir fue Estados Unidos, donde ocupó el cargo de investigador asociado en el Departamento de Farmacología de la Universidad Washington en St. Louis, a cargo del matrimonio de Carl y Gerty Cori, con quienes Houssay compartió el Nobel en 1947. También compartió investigaciones con el profesor D. E. Green en el Enzyme Research Laboratory, College of Physicians and Surgeons de Nueva York. Antes de partir hacia el exilio, se casó con Amelia Zuberbühler con quien tuvo cuatro hijos.

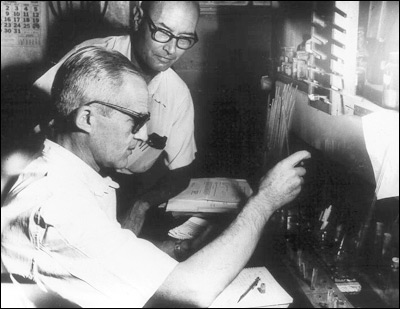
Luis Leloir y Carlos Eugenio Cardini en el Instituto Leloir en 1960.

En 1945 regresó a Argentina para trabajar en el Instituto dirigido por Bernardo Houssay, precedente del Instituto de Investigaciones Bioquímicas de la Fundación Campomar, que Leloir dirigiría desde su creación en 1947 a manos del empresario Jaime Campomar y durante 40 años.
Durante los últimos años de la década de 1940, Leloir realizó con éxito experimentos que revelaron cuáles eran las rutas químicas en la síntesis de azúcares en levaduras con equipos de muy bajo costo, debido a que carecía de recursos económicos. Previo a sus investigaciones, se creía que para poder estudiar una célula no se la podía disgregar del organismo que la albergaba. No obstante, su trabajo demostró que esa teoría pasteuriana era falsa.
Desde 1947 formó un grupo de trabajo junto a Ranwel Caputto, Enrico Cabib, Raúl Trucco, Alejandro Paladini, Carlos Cardini y José Luis Reissig, con quienes investigó y descubrió por qué el riñón impulsa la hipertensión arterial cuando está enfermo. Ese mismo año, su compañero de laboratorio Ranwel Caputto le planteó un problema que tenía en sus investigaciones biológicas de la glándula mamaria, por lo que su equipo, al que se había incorporado el becario Alejandro Paladini, logró que en una cromatografía se pudiera aislar la sustancia nucleótido-azúcar llamada uridina difosfato glucosa (UDPG), y por ende entender el proceso de almacenamiento de los carbohidratos y de su transformación en energía de reserva.
A principios de 1948, el equipo de Leloir identificó los azúcares carnucleótidos, compuestos que desempeñan un papel fundamental en el metabolismo y la ruta metabólica de los hidratos de carbono, lo que convirtió al Instituto en un centro mundialmente reconocido. Inmediatamente después, Leloir recibió el Premio de la Sociedad Científica Argentina.
En 1957, con la muerte del empresario Campomar, el instituto quedó sin fondos y fue tentado por la Fundación Rockefeller y por el Massachusetts General Hospital para emigrar a Estados Unidos, pero, como su maestro Houssay, prefirió quedarse y continuar trabajando en Argentina. Dada su importancia, el National Institutes of Health (NIH) y la Fundación Rockefeller decidieron subsidiar la investigación comandada por Leloir ya que el gobierno argentino no demostró interés en hacerlo. La ayuda de parte del Estado argentino vendría con la creación del Consejo Nacional de Investigaciones Científicas y Técnicas (Conicet), en el que Leloir fue parte de su directorio, con Houssay como presidente. “Gracias, en gran parte, a la obra del Consejo y al empuje de muchos jóvenes, la investigación bioquímica ha tenido considerable progreso en el país; sin embargo es pequeño si se lo compara con el ocurrido en los países más avanzados”.
Al año siguiente firmó un acuerdo con el Decano de la Facultad de Ciencias Exactas y Naturales de la Universidad de Buenos Aires, Rolando García, por el cual se creó el Instituto de Investigaciones Bioquímicas de la Facultad de Ciencias Exactas y Naturales nombrando profesores titulares a Leloir, Carlos Eugenio Cardini y Enrico Cabib. Esto contribuyó a que jóvenes universitarios argentinos se sintieran atraídos por la investigación científica, lo que repercutió en el crecimiento de la institución. También llegaron a ese centro investigadores y becarios procedentes de Estados Unidos, Japón, Inglaterra, Francia, España y varios países de América Latina.

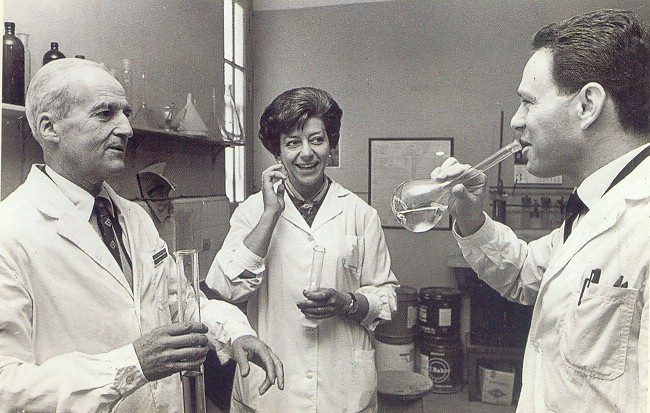
Leloir festejando junto a sus compañeros el 10 de diciembre de 1970, día que fue galardonado con el Premio Nobel.

Para ese entonces, Leloir estaba llevando a cabo sus trabajos de laboratorio en conjunto con la docencia como profesor externo de la Facultad de Ciencias Exactas y Naturales, tarea que solo interrumpió para completar sus estudios en Cambridge y en el Enzime Research Laboratory de Estados Unidos.
Su voluntad de investigación superó a las dificultades económicas enfrentadas por el Instituto. Con herramientas caseras, Leloir se dedicó a estudiar el proceso interno por el cual el hígado recibe glucosa y produce glucógeno, el material de reserva energética del organismo y junto a Mauricio Muñoz logró oxidar ácidos grasos con extractos de células hepáticas.

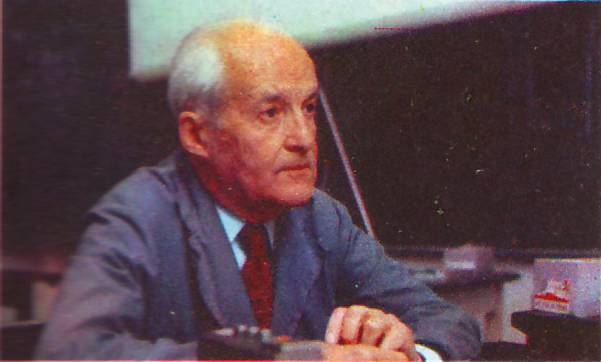
Federico Leloir en 1982.

En 1968 obtuvo el premio Benito Juárez otorgado por el gobierno de México, el doctorado honoris causa de la Universidad Nacional de Córdoba y la membresía de la Pontificia Academia de las Ciencias de la Ciudad del Vaticano por resolución de sus miembros.
En 1970 fue galardonado con el Premio Nobel de Química, convirtiéndose en el primer iberoamericano en recibirlo. Posteriormente, su equipo se dedicó al estudio de las glicoproteínas –moléculas de reconocimiento en las células– y determinó la causa de la galactosemia, una grave enfermedad manifestada en la intolerancia a la leche. Las transformaciones bioquímicas de la lactosa en sus propios componentes son conocidas en el mundo científico como la Ruta de Leloir. Donó los ochenta mil dólares del premio al Instituto Leloir para continuar su labor de investigación.
La química Ángeles Zorreguieta, única mujer de su laboratorio, fue su última tesista y desde 2017 está a cargo de la dirección ejecutiva de la Fundación del Instituto Leloir.

### Fallecimiento
Falleció en Buenos Aires el 2 de diciembre de 1987 a los 81 años, tras un ataque al corazón poco después de llegar del laboratorio a su casa. 
Fue enterrado en el Cementerio de la Recoleta de la ciudad de Buenos Aires.
El día del sepelio se declaró luto nacional en el país.

## Premios y distinciones
- 1943 – Tercer premio nacional de ciencias
- 1958 – T. Ducett Jones Memorial Award
- 1965 – Premio Fundación Bunge y Born
- 1966 – Gairdenr Foundation, Canadá
- 1967 – Premio Louise Gross Horwitz, Universidad de Columbia
- 1968 – Premio Benito Juárez
- 1968 – Doctor honoris causa Universidad Nacional de Córdoba
- 1968 – Premio "Dr. Juan J. J. Kyle", de la Asociación Química Argentina
- 1969 – Nombrado miembro honorario de la Biochemical Society de Inglaterra
- 1970 – Premio Nobel de Química
- 1971 – Orden de Andrés Bello (Venezuela)
- 1976 – Orden de Bernardo O'Higgins en el grado de Gran Cruz (Chile)
- 1982 – Legión de Honor por el gobierno francés
- 1983 – Premio Konex de Brillante a la Ciencia y Tecnología[14]
- 1984 – Ciudadano ilustre de la Ciudad de Buenos Aires

## Trabajos publicados

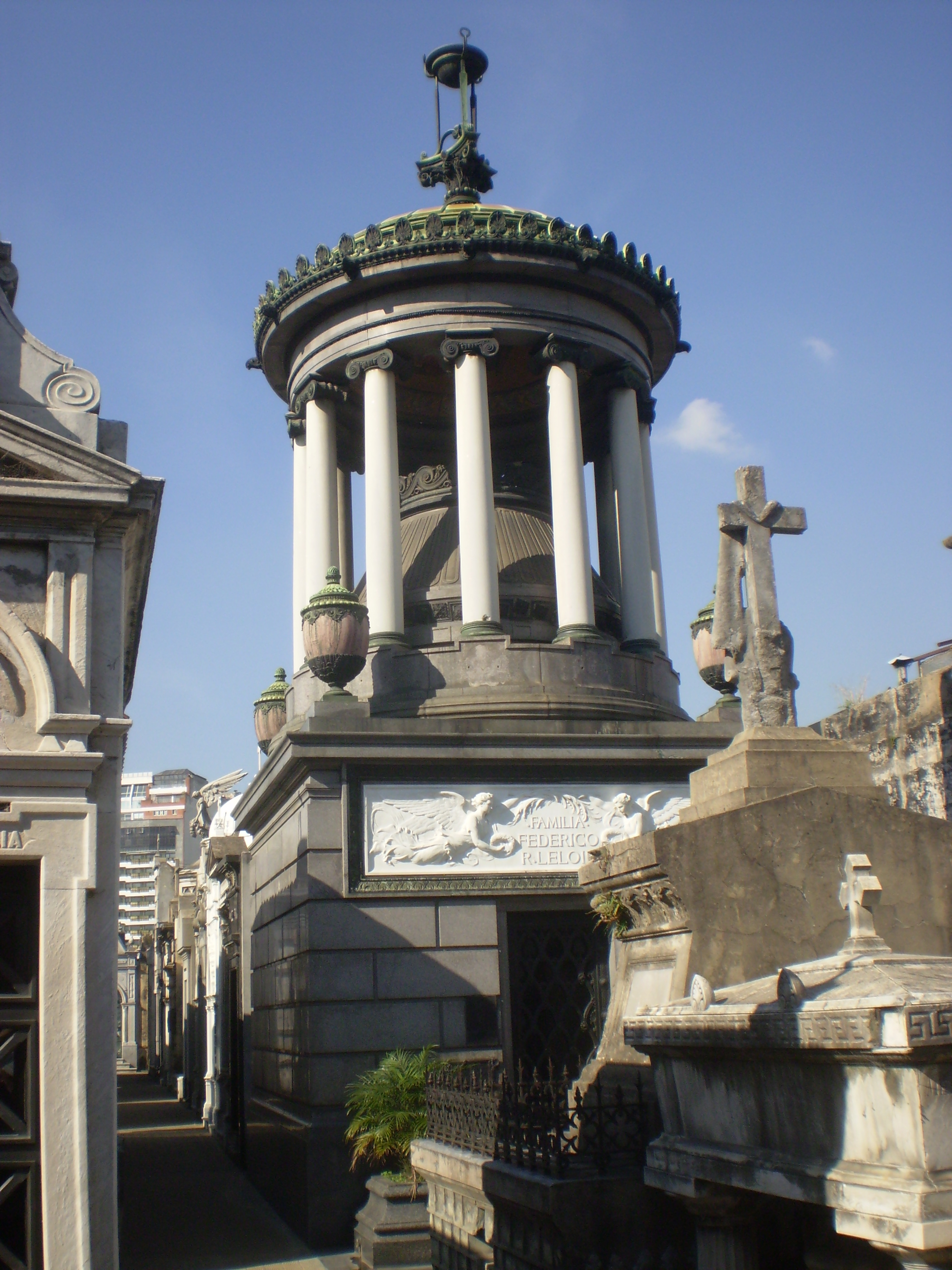
Su tumba en el cementerio de la Recoleta.

- "Suprarrenales y Metabolismo de los hidratos de carbono", 1934
- "Farmacología de la hipertensina", 1940
- "Hipertensión arterial nefrógena", 1943
- "Perspectives in Biology", 1963
- "Renal Hypertension", 1964
- "In Vitro Synthesis of Particulate Glycogen", 1965
- "Properties of Synthetic and Native liver Glycogen", 1967
- "Faraway and long ago", 1983
- "Lipid-bond Saccharides containing glucose and galactose in agrobacterium tumefaciens", 1984
- "An Intermediail in Cyclic 1-2 Glucan Biosynthesis", 1985
- "Structural correspondence between an oligosaccharide bound to a lipid with the repeating unit of the Rhizobium meliloti" (M. E. Tolmasky, R. J. Staneloni, and L. F. Leloir), Anales de la Asociación Química Argentina 1982 70 833-842.
- "N-glycosilation of the proteins" (M. E. Tolmasky, H. K. Takahashi, R. J. Staneloni, and L. F. Leloir), Anuales de la Asociación Química Argentina 1982 70 405-411.
- "Transfer of oligosaccharide to protein from a lipid intermediate in plants" (R. J. Staneloni, M. E. Tolmasky, C. Petriella, and L. F. Leloir), Plant Physiology 1981 68 1175-1179.
- "Presence in a plant of a compund similar to the dolichyl diphosphate oligosaccharide of animal tissue" (R. J. Staneloni, M. E. Tolmasky, C. Petriella, R. A. Ugalde, and L. F. Leloir), Biochemical Journal 1980 191 257-260.
- "Lipid bound sugars in Rhizobium meliloti" (M. E. Tolmasky, R. J. Staneloni, R. A. Ugalde, and L. F. Leloir), Archives of Biochemistry and Biophysics 1980 203 358-364.